# Helge Christian Bronée
Helge Christian Bronée (ur. 28 marca 1922 w Nybølle, zm. 3 czerwca 1999 w Dronningmølle) – piłkarz duński grający na pozycji lewoskrzydłowego.

## Kariera klubowa
Bronée rozpoczął piłkarską karierę w klubie Boldklubben af 1893, następnie krótko był zawodnikiem Handelsstandens Boldklub by w 1940 roku przejść do Østerbros Boldklub, w którym stworzył atak z Karlem Aage Præstem. W sezonie 1945/1946 strzelił 26 goli w rozgrywkach drugiej ligi duńskiej i przyczynił się do awansu klubu ØB do pierwszej ligi. W ekstraklasie występował w latach 1946–1948. W sezonie 1946/1947 został królem strzelców, a w swoim debiutanckim w ekstraklasie sezonie Østerbros zajęło wysokie 4. miejsce.
Latem 1948 Bronée przeszedł do francuskiego FC Nancy. Po dwóch latach pobytu w Division 1 Duńczyk trafił do Włoch i został zawodnikiem US Palermo. W Serie A zadebiutował 10 września 1950 w wygranym 2:0 spotkaniu z Atalantą BC i już w 3. minucie wpisał się na listę strzelców. W dwóch sezonach spędzonych w sycylijskim klubie zdobywał po 11 goli, ale nie odniósł większych sukcesów (Palermo kończyło rozgrywki w środku tabeli). W 1952 roku Helge przeniósł się do AS Roma. W zespole prowadzonym przez Marca Vargliena występował w pomocy. W lidze dwukrotnie zajął 6. miejsce i w obu sezonach zdobył po 6 bramek. W 1954 roku przeszedł do Juventusu, gdzie przez rok występował wraz z Præstem (Bronée strzelił 11 goli). Sezon 1955/1956 spędził w Novarze Calcio, gdzie był najskuteczniejszym piłkarzem (10 goli), ale zespół został zdegradowany do Serie B.
W 1956 roku Helge wrócił do Danii i występował w amatorskim Rødovre BK, a karierę zakończył w Boldklubben af 1893.
| Sezon   | Klub                | Kraj    | Rozgrywki           | Mecze | Bramki |
| ------- | ------------------- | ------- | ------------------- | ----- | ------ |
| 1940/41 | Østerbros Boldklub  | Dania   | Danmarksturneringen | ?     | ?      |
| 1941/42 | Østerbros Boldklub  | Dania   | Danmarksturneringen | ?     | ?      |
| 1942/43 | Østerbros Boldklub  | Dania   | Danmarksturneringen | ?     | ?      |
| 1943/44 | Østerbros Boldklub  | Dania   | Danmarksturneringen | ?     | ?      |
| 1944/45 | Østerbros Boldklub  | Dania   | Danmarksturneringen | ?     | ?      |
| 1945/46 | Østerbros Boldklub  | Dania   | 2. Division         | ?     | ?      |
| 1946/47 | Østerbros Boldklub  | Dania   | 1. Division         | ?     | ?      |
| 1947/48 | Østerbros Boldklub  | Dania   | 1. Division         | ?     | ?      |
| 1948/49 | FC Nancy            | Francja | Division 1          | 23    | 10     |
| 1949/50 | FC Nancy            | Francja | Division 1          | 23    | 12     |
| 1950/51 | US Palermo          | Włochy  | Serie A             | 35    | 11     |
| 1951/52 | US Palermo          | Włochy  | Serie A             | 35    | 11     |
| 1952/53 | AS Roma             | Włochy  | Serie A             | 32    | 6      |
| 1953/54 | AS Roma             | Włochy  | Serie A             | 19    | 6      |
| 1954/55 | Juventus F.C.       | Włochy  | Serie A             | 29    | 11     |
| 1955/56 | Novara Calcio       | Włochy  | Serie A             | 27    | 10     |
| 1956/57 | Rødovre BK          | Dania   | 2. Division         | ?     | ?      |
| 1957/58 | Rødovre BK          | Dania   | 2. Division         | ?     | ?      |
| 1958/59 | Boldklubben af 1893 | Dania   | 2. Division         | ?     | ?      |

## Kariera reprezentacyjna
W reprezentacji Danii Bronée zadebiutował 9 września 1945 w wygranym 5:1 meczu z Norwegią i w debiucie zdobył gola. W reprezentacji rozegrał tylko 4 spotkania, gdyż po wyjeździe do Włoch nie mógł występować w kadrze narodowej, która posiadała status amatorski.